# BSA Rocket Gold Star
La BSA Rocket Gold Star (RGS) était une moto de 646 cm3 à moteur bicylindre en ligne refroidi par air, produite par la Birmingham Small Arms Company (BSA) à Small Heath, Birmingham. Lancée en février 1962, elle faisait partie de la dernière gamme des BSA A10 utilisant un moteur Super Rocket dans le cadre à double tube Gold Star.
La production de Rocket Gold Star pris fin en 1963 en raison du développement de nouveaux modèles 650 cm3 à boîte de vitesses intégrée désignés A65.

## Développement
Eddie Dow, mécanicien et revendeur de Gold Star, avait un client qui souhaitait une Gold Star équipée d’un moteur Super Rocket. BSA lui fourni donc une Gold Star sans moteur et un moteur Super Rocket. Dow assembla cette moto spéciale qui fut si bien accueillie que la direction de BSA décida de mettre le concept en production limitée. BSA avait déjà produit une moto avec un moteur A10 dans un cadre Gold Star - la Scrambler Spitfire de 1957. Il a été suggéré qu'étant donné que la Gold Star et la A10 étaient toutes deux en fin de production, et que BSA souhaitait que les pilotes optent pour les nouvelles boîtes de vitesses intégrées, cette solution était un moyen pratique d’écouler le stock de boîtes de vitesses séparées.
Le dernier moteur Super Rocket (1961-1963) avec un taux de compression de 9:1 fut utilisé avec un arbre à cames Spitfire 357 et un carburateur Amal Monobloc 1 5/32" qui donnait 46 hp (46,6 ch) en version standard. Des options telles qu'un carburateur Amal GP2, des d'échappements siamois et une boîte de vitesses RRT2 à rapports rapprochés pouvaient amener cette puissance à 50 hp (50,7 ch), ce qui augmentait le prix de 30 %. Neuf motos spéciales furent fabriquées pour l'exportation vers la Californie et l'une d'entre elles fut équipée d'un sidecar par Watsonian pour le Earls Court Show en octobre 1962.

## Production
La première moto de pré-production fut testée sur route par le magazine Motorcycle Sport. La seconde fut utilisée comme moto de commissaire de course du Tourist Trophy, bien qu'une bielle se soit cassée lors des essais. Elle fut réparée avant le début des courses. La moto a ensuite été prêtée à la police du comté de Worcestershire pour être testée.
Le cadre Gold Star utilisé sur la Rocket Gold Star porte le préfixe GA10. Toutes les autres A10 ont un préfixe A7, y compris la Scrambler sur cadre Gold Star de 1957. Les monocylindres Gold Star avaient besoin d’un coude dans la partie inférieure du cadre pour vidanger la pompe à huile qui n'est pas présent sur les cadres RGS.
La production totale de Rocket Gold Star a été de 1 584 exemplaires, dont 272 scramblers tout-terrain. La plupart étaient rouge, mais quelques-unes ont été peintes en noir ou en argent. Le modèle était également connu sous le nom de Gold Star Twin.

## Scramblers
272 exemplaires du modèle furent produits comme des scramblers. BSA possédait déjà une gamme de scramblers similaire aux États-Unis, le Spitfire Scrambler. Les RGS, Super Rocket et Spitfire Scrambler avaient toutes le même moteur aux mêmes spécifications en 1962/63. En 1963, les deux gammes de modèles furent fusionnées et le RGS Scrambler fut renommé Gold Star Spitfire Scrambler aux États-Unis.